# Francisco José Cruz González
Francisco José Cruz González (* 1945) ist ein mexikanischer Botschafter.

## Leben
Francisco José Cruz González studierte an der Universidad Iberoamericana Rechtswissenschaft und Geschichtswissenschaft.
Von 1962 bis 1963 war er bei der Rechtsanwaltssozietät „Bremer, Quintana, Vaca, Rocha, Obregón y Mancera“ in Mexiko-Stadt beschäftigt.
Von 1968 bis 1970 war er als Sekretär in der Rechtsabteilung der Universidad Iberoamericana beschäftigt.
Von 1970 bis 1981 und von 1992 bis 1994 war er dort Professor für Verfassungsrecht, Öffentliches internationales Recht und Investitionsschutz.
Von 1966 bis 1967 leitete er in der Secretaría de Hacienda y Crédito Público die Abteilung für Zivilflugverträge.
Von 1973 bis 1974 war er Consultant.
Von 1974 bis 1977 war er stellvertretender Leiter der Abteilung für Investitionsschutz in Mexiko.
Von 1977 bis 1979 beriet er über Steueranreize.
1979 war er Justiziar der „Astilleros Unidos“ in Mexiko.
1970 trat er in den auswärtigen Dienst.
Von 1981 bis 1985 war er in der Abteilung Schutz des geistigen Eigentums der Vertretung Mexikos bei den internationalen Organisationen in Genf.
Von 1985 bis 1992 war er Bürovorsteher der mexikanischen Botschaft in Buenos Aires.
Von 1992 bis 1994 war er Rechtsberater der Secretaría de Relaciones Exteriores.
Von 1994 bis 1995 leitet er die Abteilung Entwicklungszusammenarbeit.
Von 1995 bis 2001 war er von seinem Botschaftssitz in Rabat auch bei den Regierungen von Mali, Senegal, Elfenbeinküste, Ghana und Gabun akkreditiert.
Von 2001 bis 2005 war er von seinem Botschaftssitz in Warschau auch bei der Regierung in Kiew bis Dezember 2006 akkreditiert.
Er macht eine Diplomarbeit über die europäische Wirtschaftsintegration an der Universidad de Deusto.
Er sitzt der Sozietät Cruz González y Asociados in Mexiko-Stadt vor.

## Veröffentlichungen
- África desde la sensibilidad mexicana
- La rumana del tren” (Schweiz)
- La generala (Buenos Aires)
- La mora de Asiria (Marokko und Andalusien)
- Varsovianas (Polen)
- [2]

| Vorgänger               | Amt                                                                  | Nachfolger                         |
| ----------------------- | -------------------------------------------------------------------- | ---------------------------------- |
| Salvador Campos Icardo  | Mexikanischer Botschafter in Rabat 24. Mai 1995 bis 20. Februar 2001 | Eusebio Antonio de Icaza González  |
| Lorenzo Vignal Seelbach | Mexikanischer Botschafter in Warschau 20. Februar 2001 bis 2005      | Marco Antonio Loustaunau Caballero |